# Біргіт Фрідманн
Біргіт Фрідманн (нім. Birgit Friedmann; нар. 8 квітня 1960) — німецька легкоатлетка, яка спеціалізувалася на бігу на середні дистанції.
На міжнародних змаганнях представляла Західну Німеччину.

## Спортивні досягнення
Перша в історії чемпіонка світу з бігу на 3000 метрів (1980).
Посіла 4-е місце в командному заліку на чемпіонаті світу з кросу (1979) — в особистому заліку фінішувала 71-ю.
Фіналістка чемпіонату Європи 1982 з бігу на 1500 метрів (11-е місце) та 3000 метрів (5-е місце). Брала участь у фінальному забігу на 3000 метрів на чемпіонаті Європи 1978, проте не змогла фінішувати.
Фіналістка (7-е місце) чемпіонату Європи серед юніорів з бігу на 1500 метрів (1977).
Чемпіонка Західної Німеччини з бігу на 3000 метрів (1978, 1980, 1981, 1982).